# Appenzell (wieś)
Appenzell (gsw. Appezöll) – wieś w północno-wschodniej Szwajcarii, w gminie Appenzell, siedziba kantonu Appenzell Innerrhoden. Do 1597 siedziba kantonu Appenzell. 31 grudnia 2014 liczyła 5751 mieszkańców.
We wsi znajduje się Kunstmuseum Appenzell.

## Linki zewnętrzne

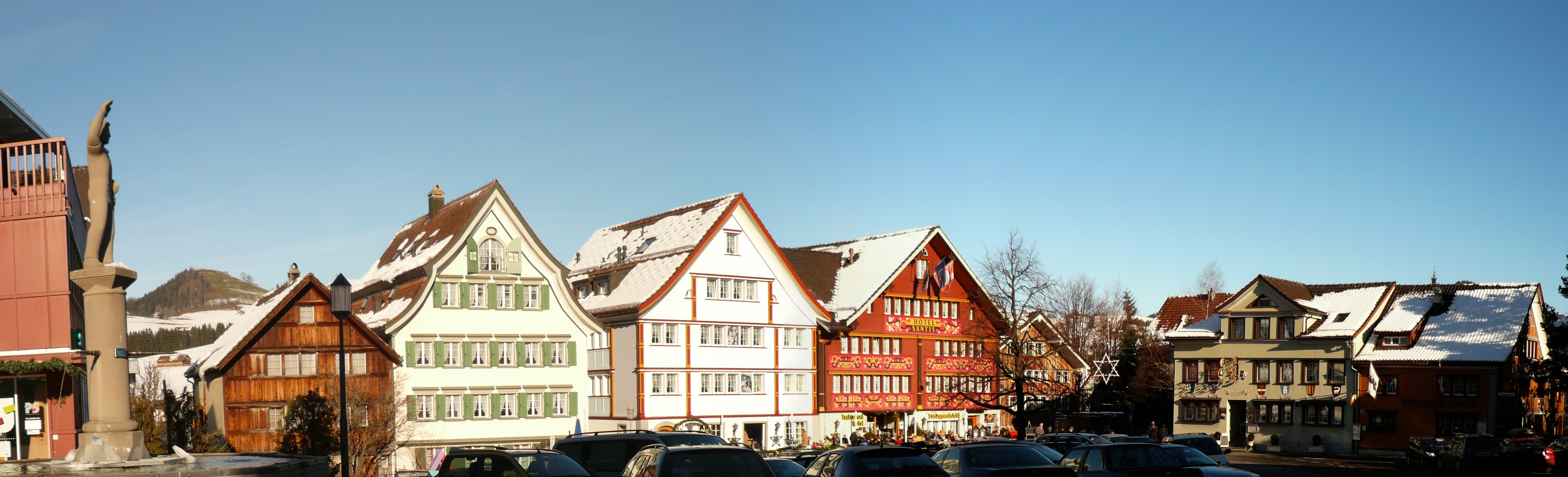
Centralny plac w Appenzell